# خزانة عرض

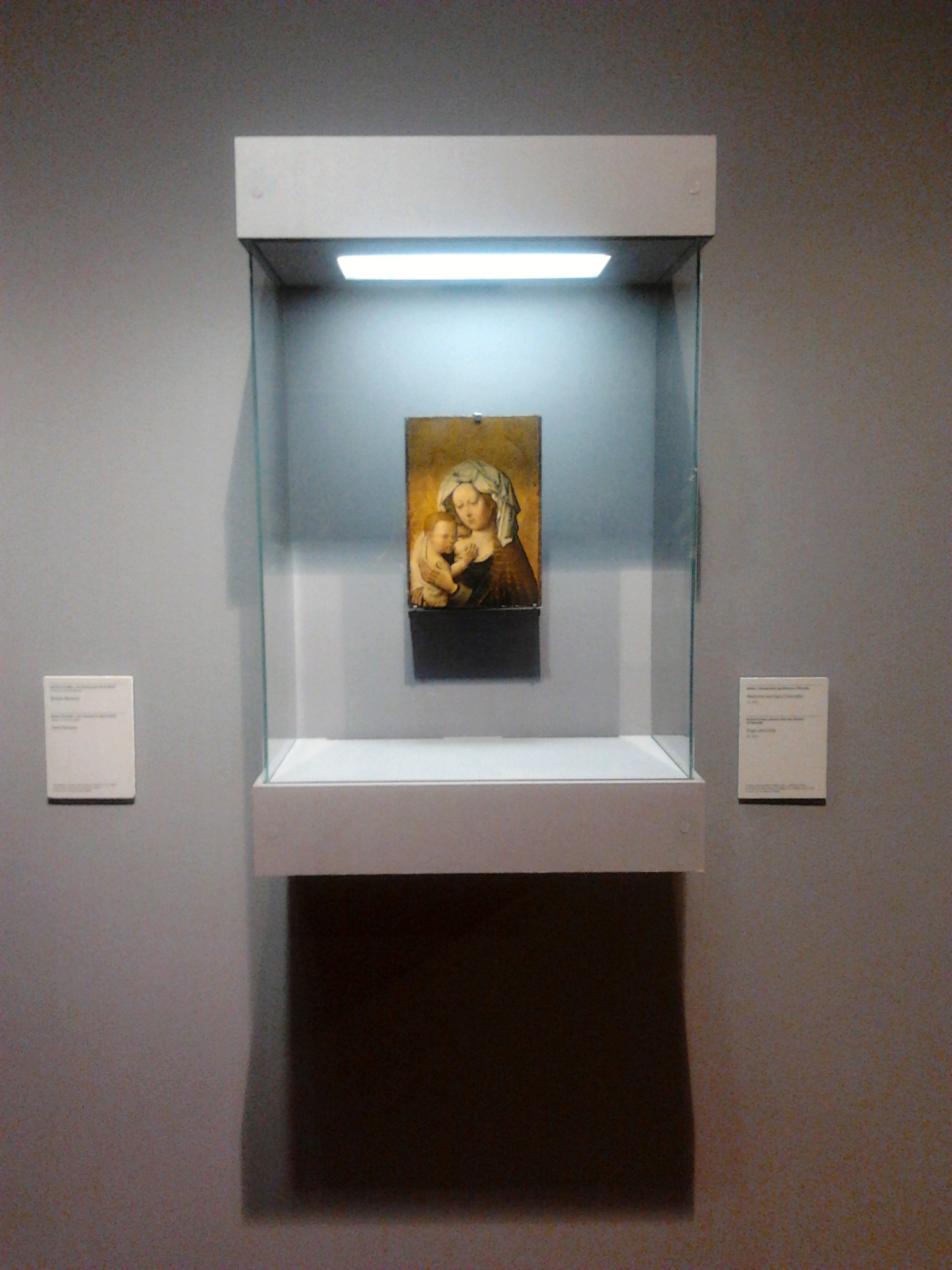
تُظهر الفترينة لوحة رسمها أحد أتباع روبرت كَمبين وتحميها

الفِترينة أو خزانة الفضيات أو خِزانة العرض خزانة بها سطح واحد أو أكثر من الزجاج المقسى الشفاف (أو اللدائن ، عادةً أكريليك للقوة) ، تُستخدم لعرض الأشياء للعرض. يوجد صندوق العرض في معرض أو متحف أو متجر بيع بالتجزئة أو مطعم أو منزل. يغلب أن تُوضع ملصقات بجانب المعروضات ما يتيح معلومات مثل الوصف أو الأسعار. في المتحف ، عادة ما تكون المصنوعات الثقافية المعروضة جزءًا من مجموعة المتحف أو جزء من معرض مؤقت. أما في البيع بالتجزئة أو المطعم فعادة ما تُعرض البضاغة.

## الصور

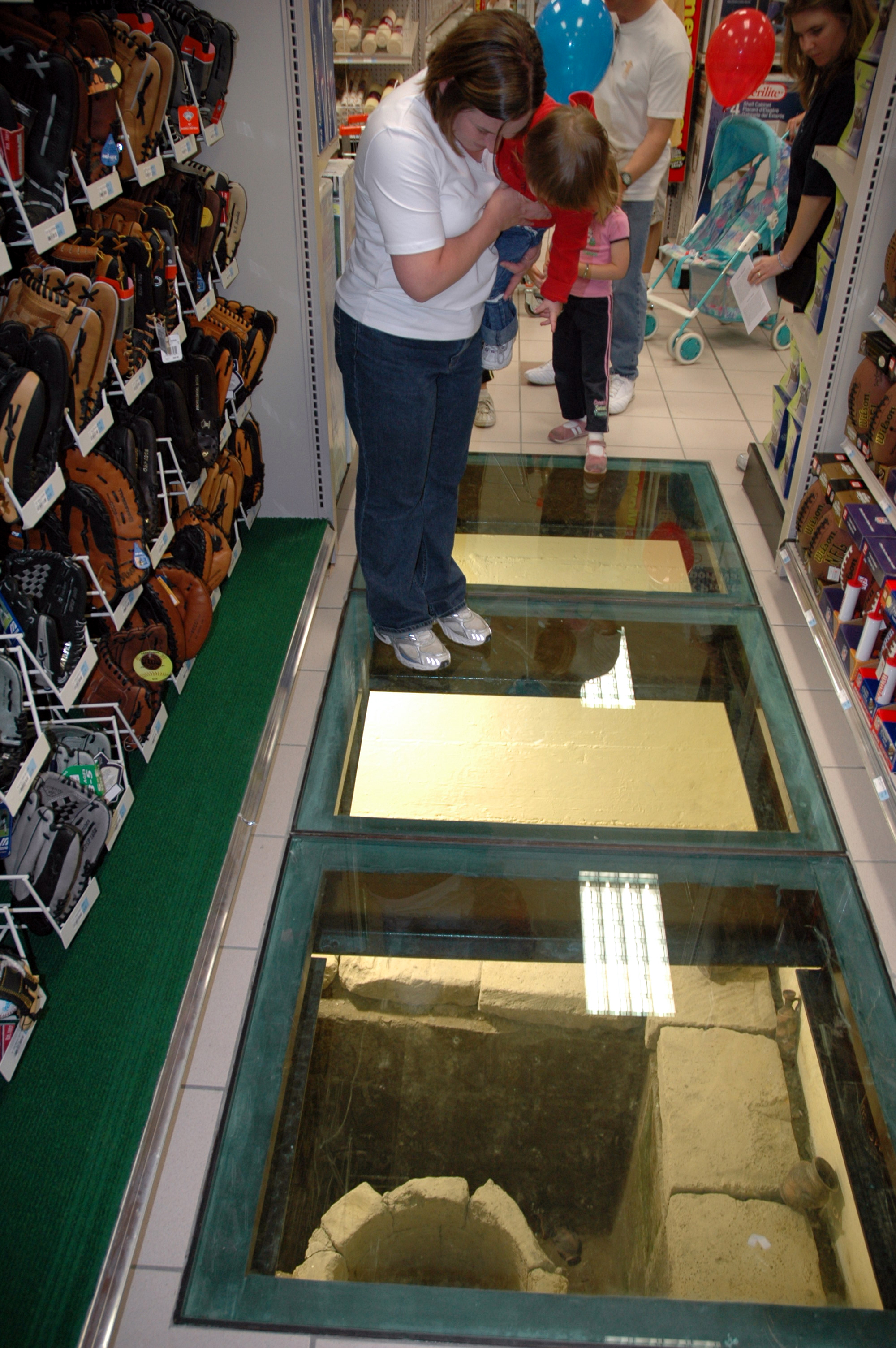
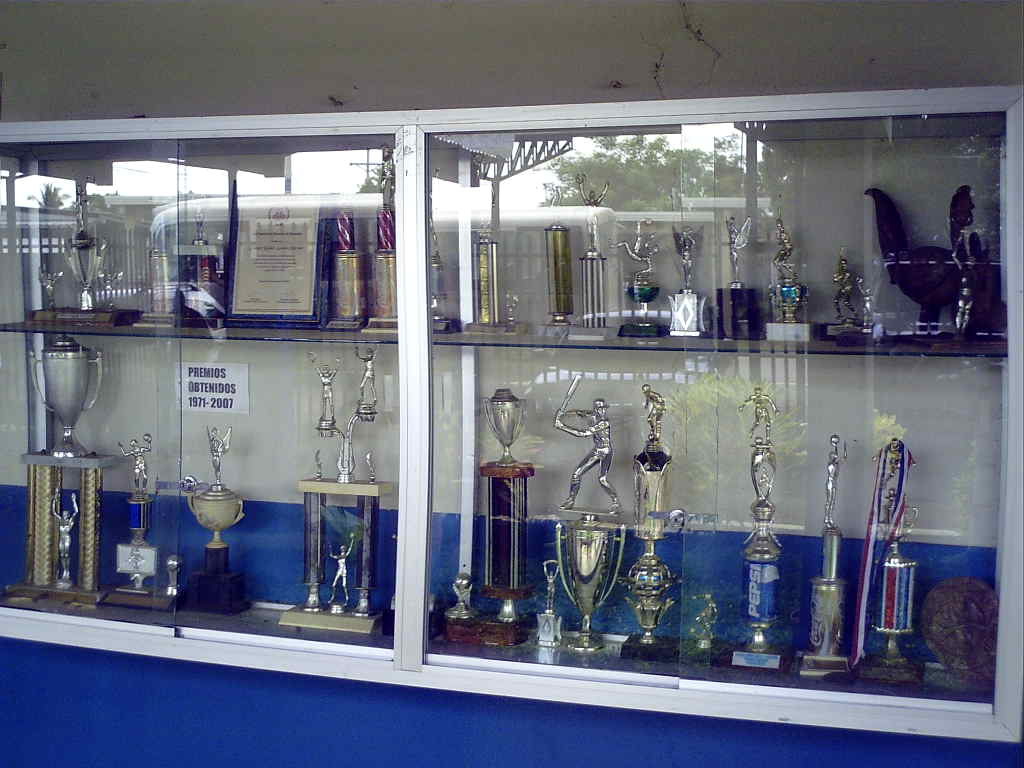
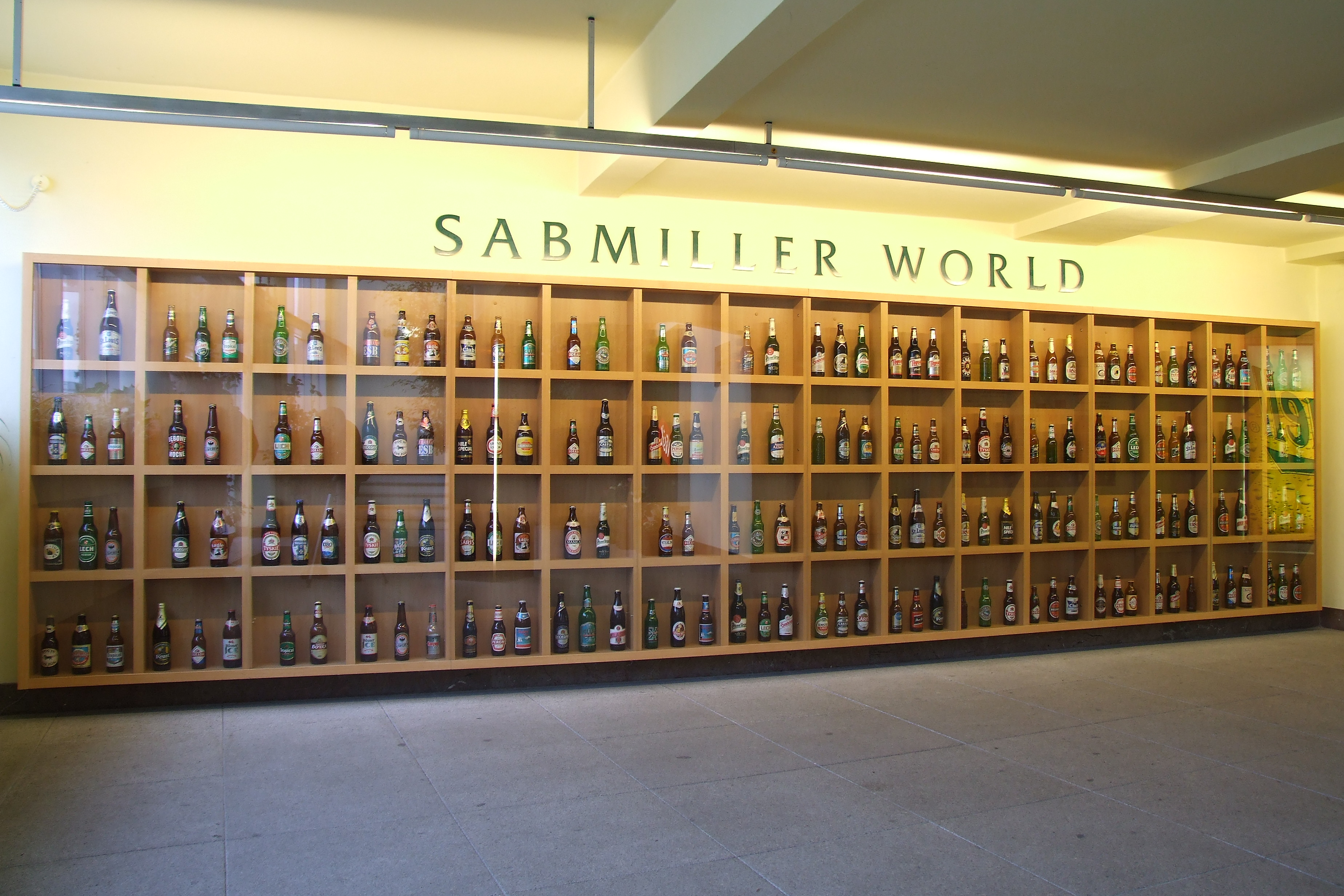
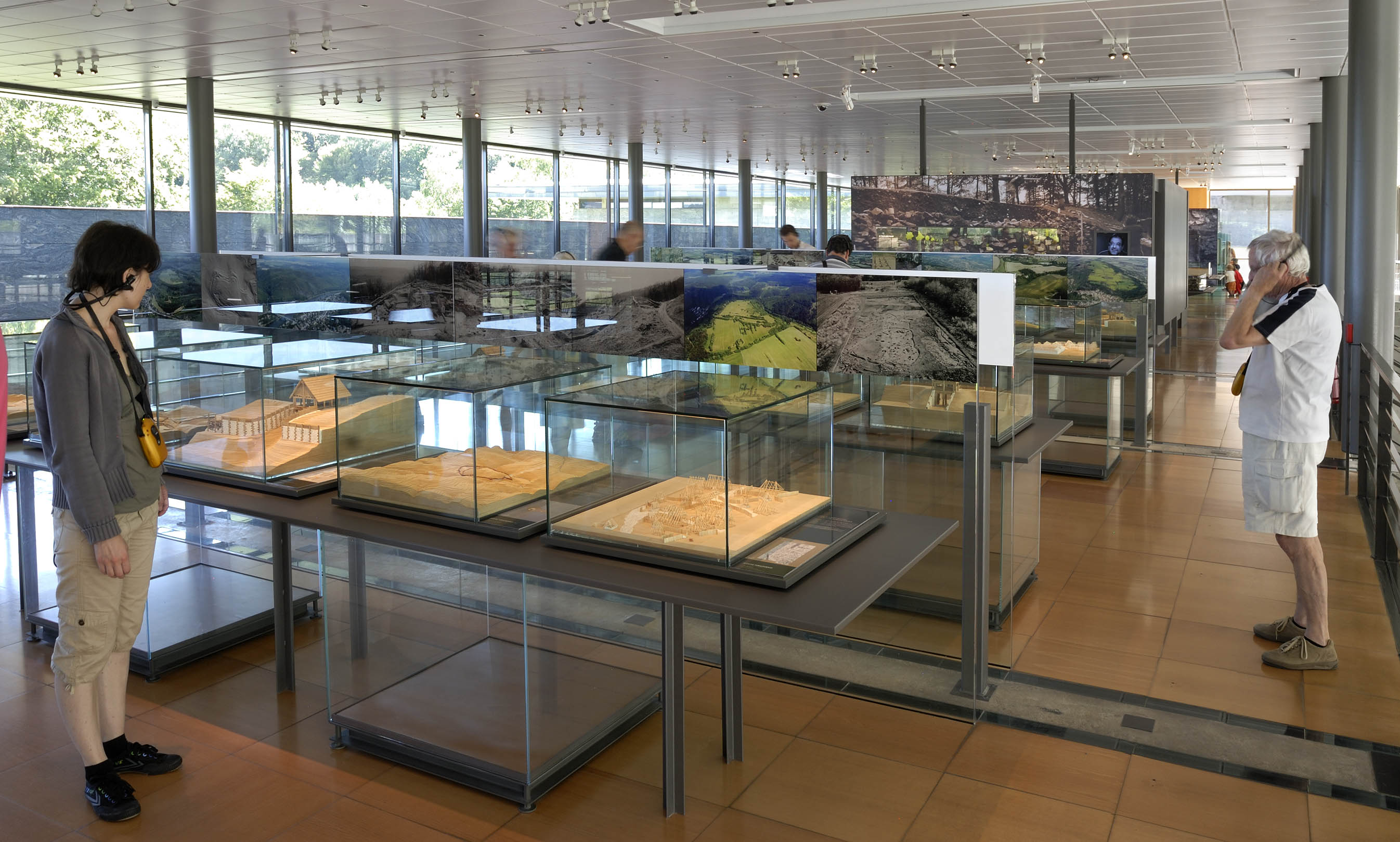
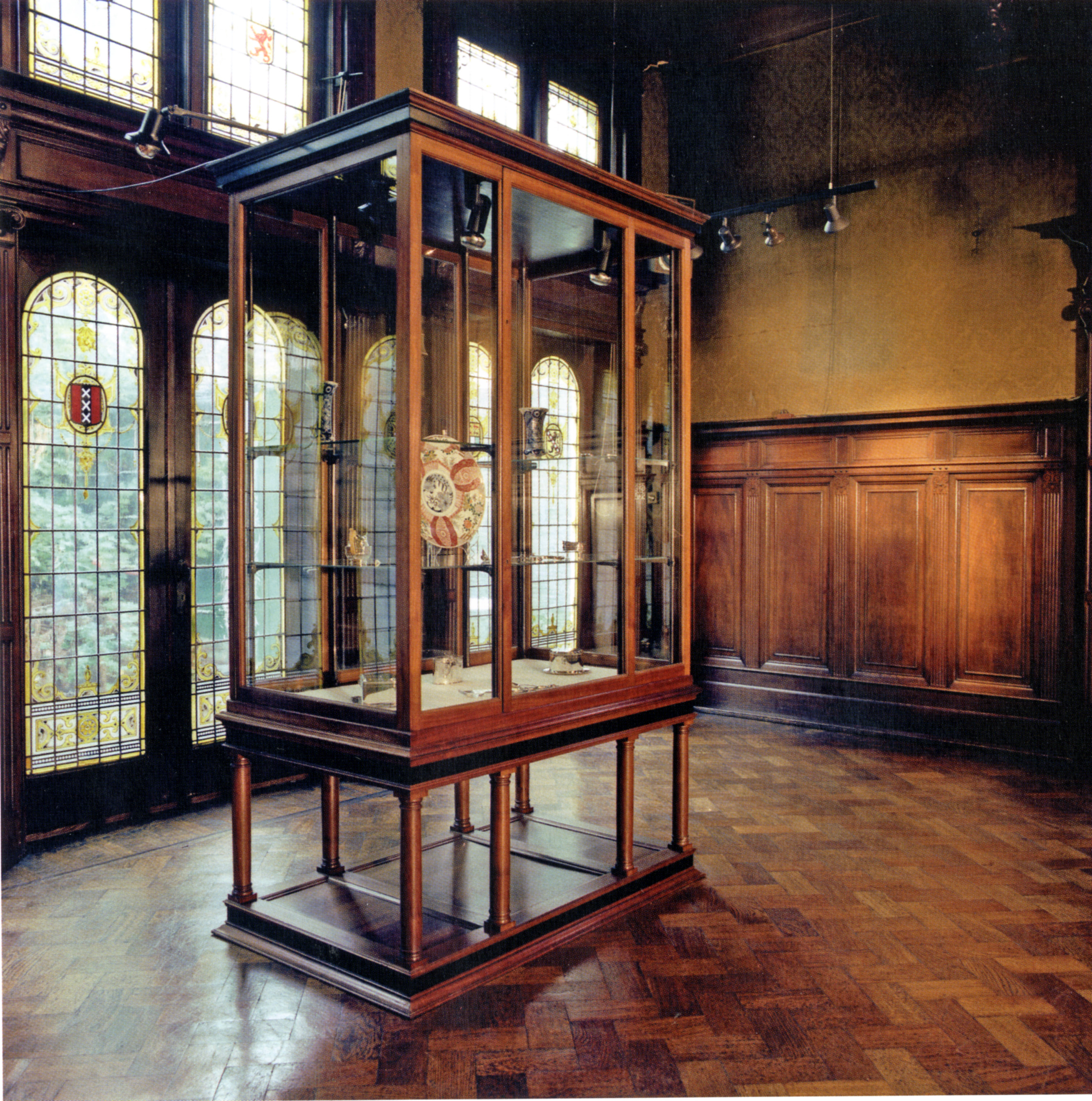
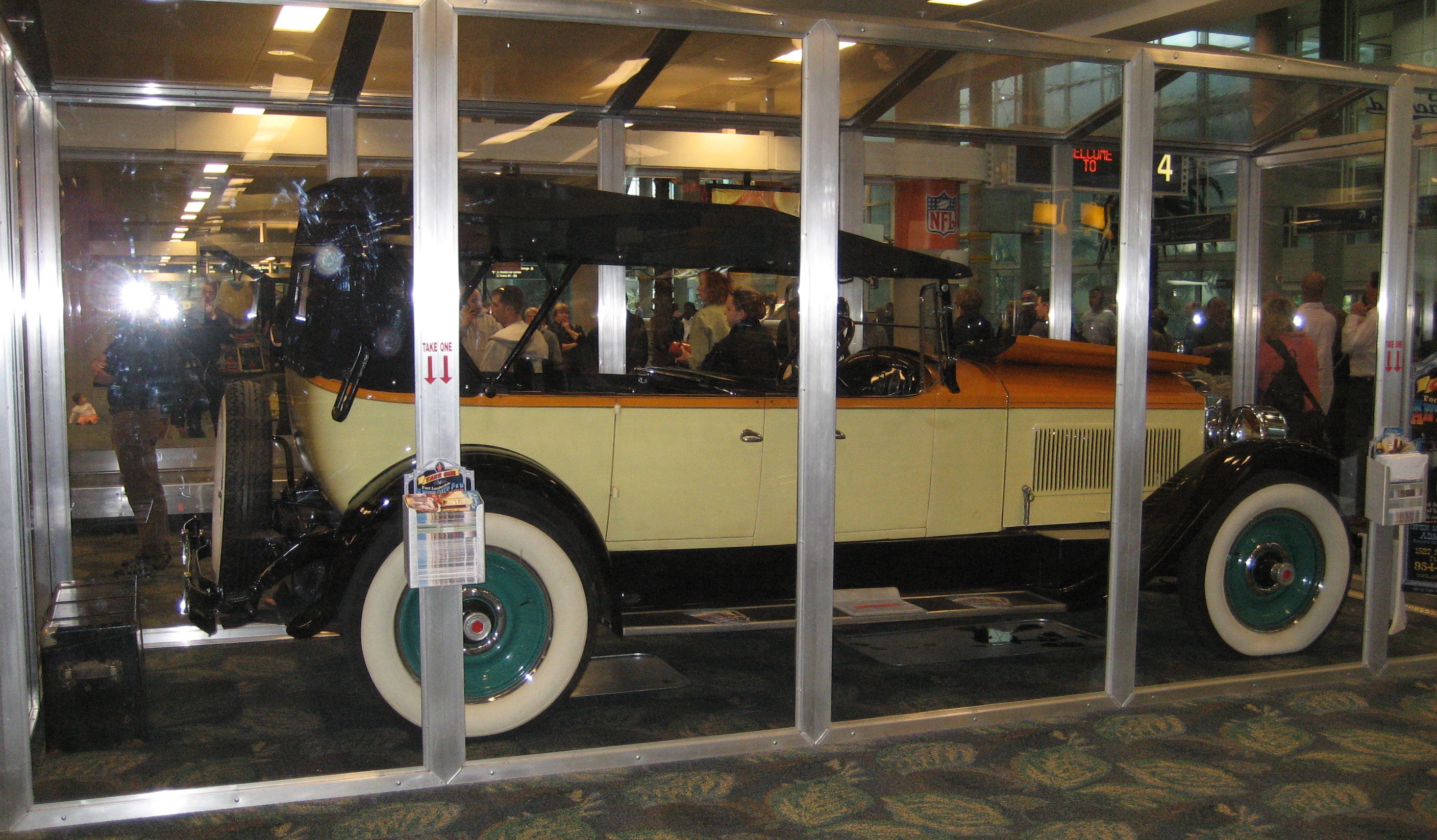
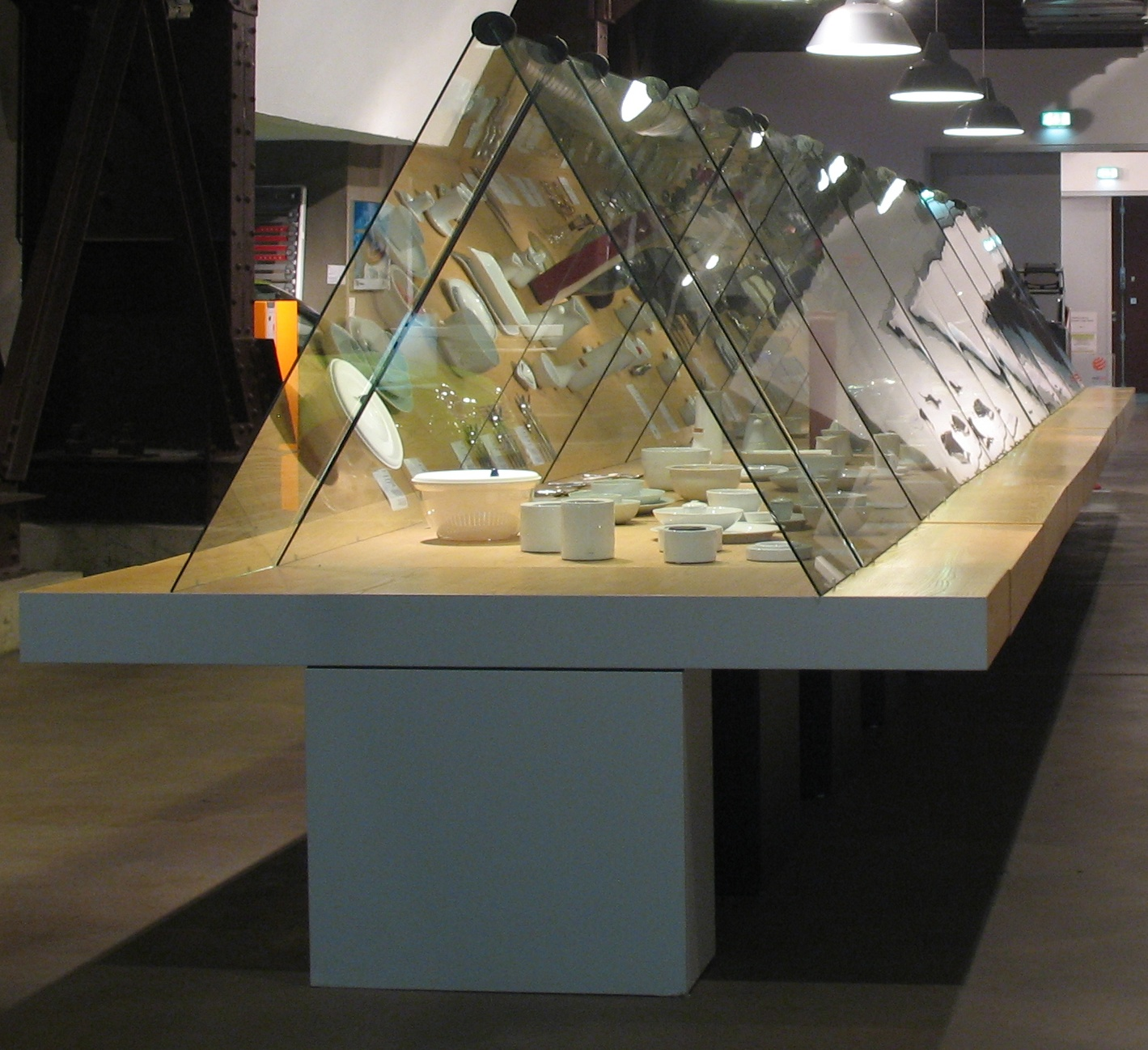
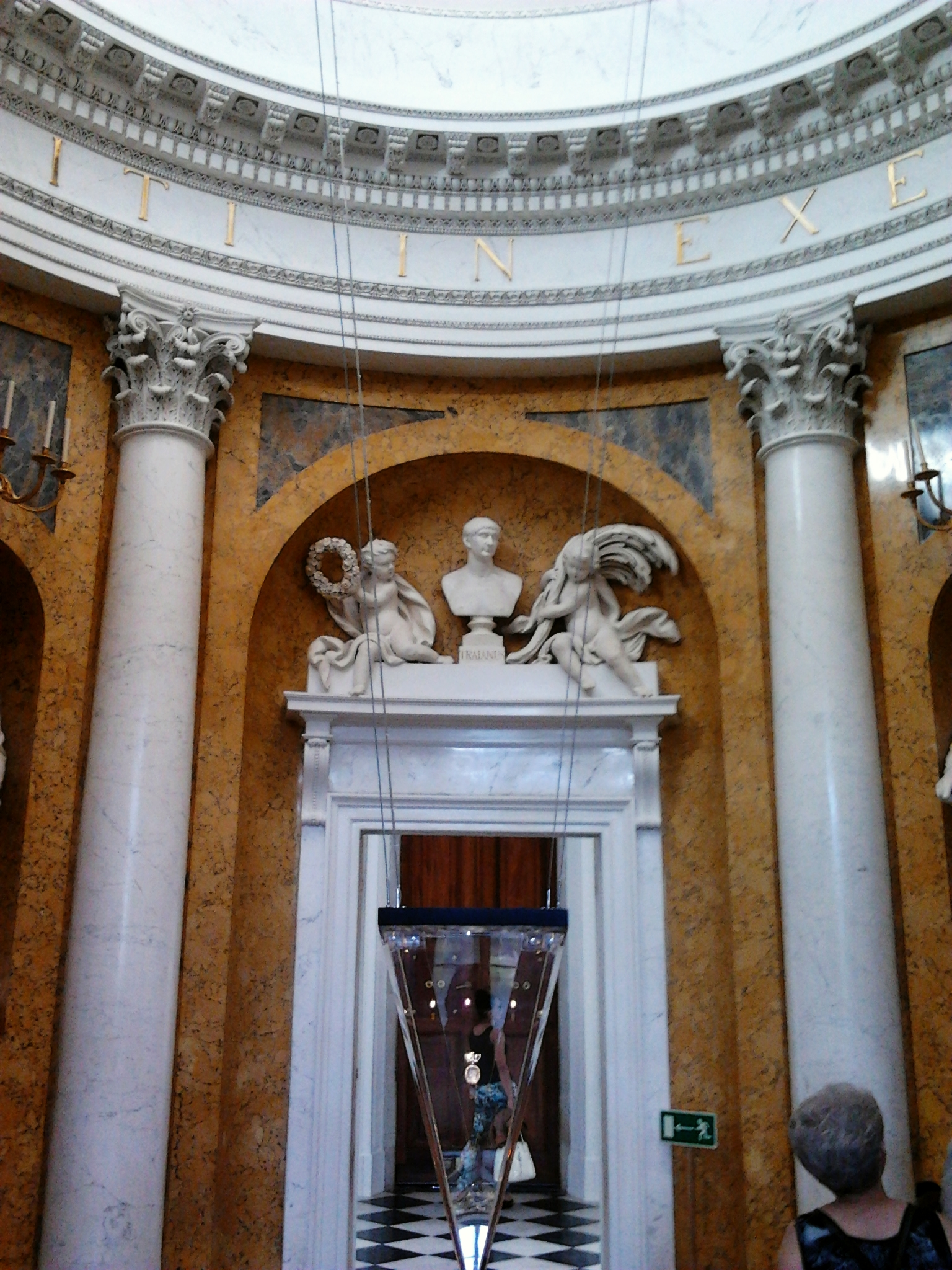
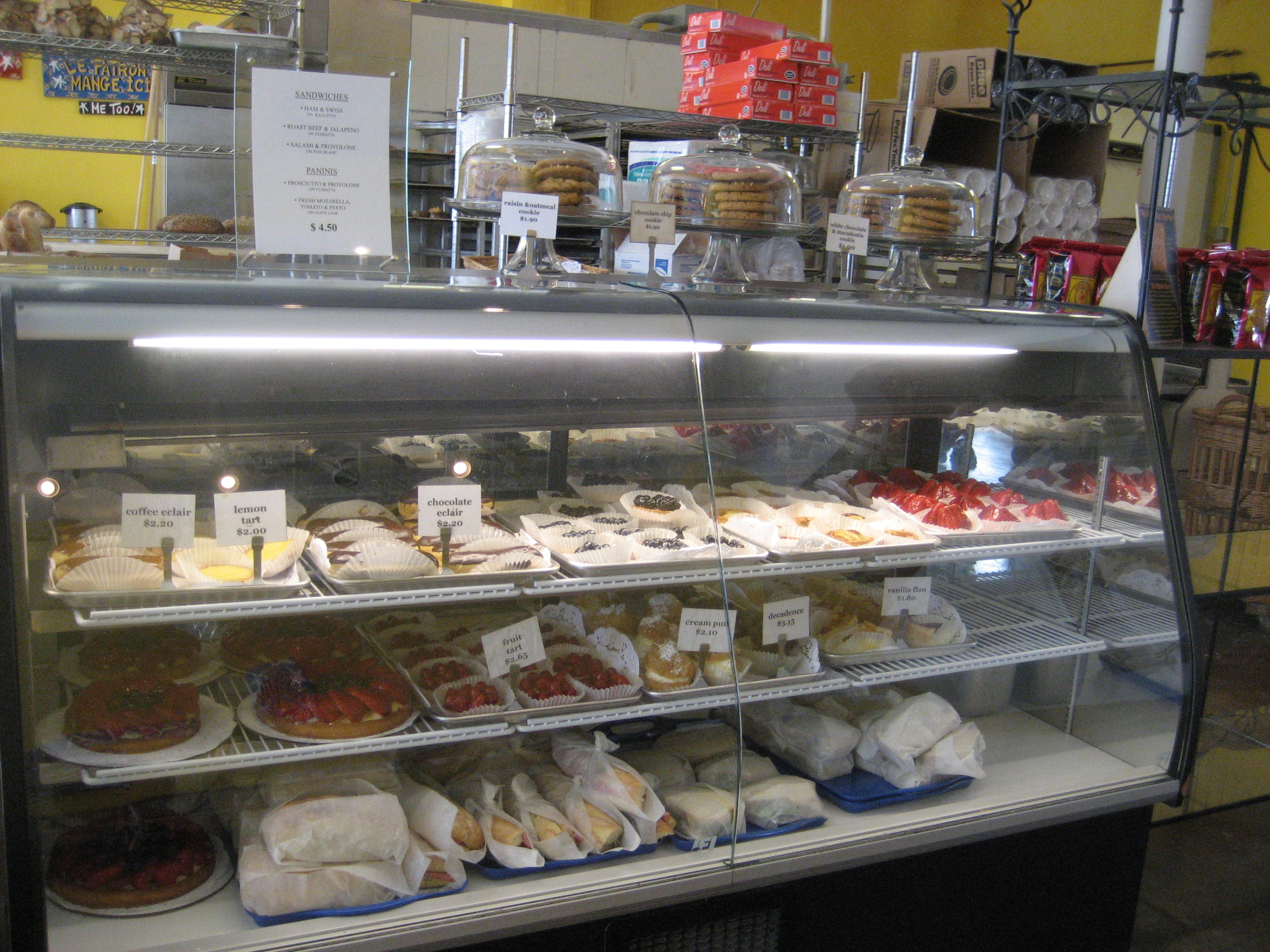
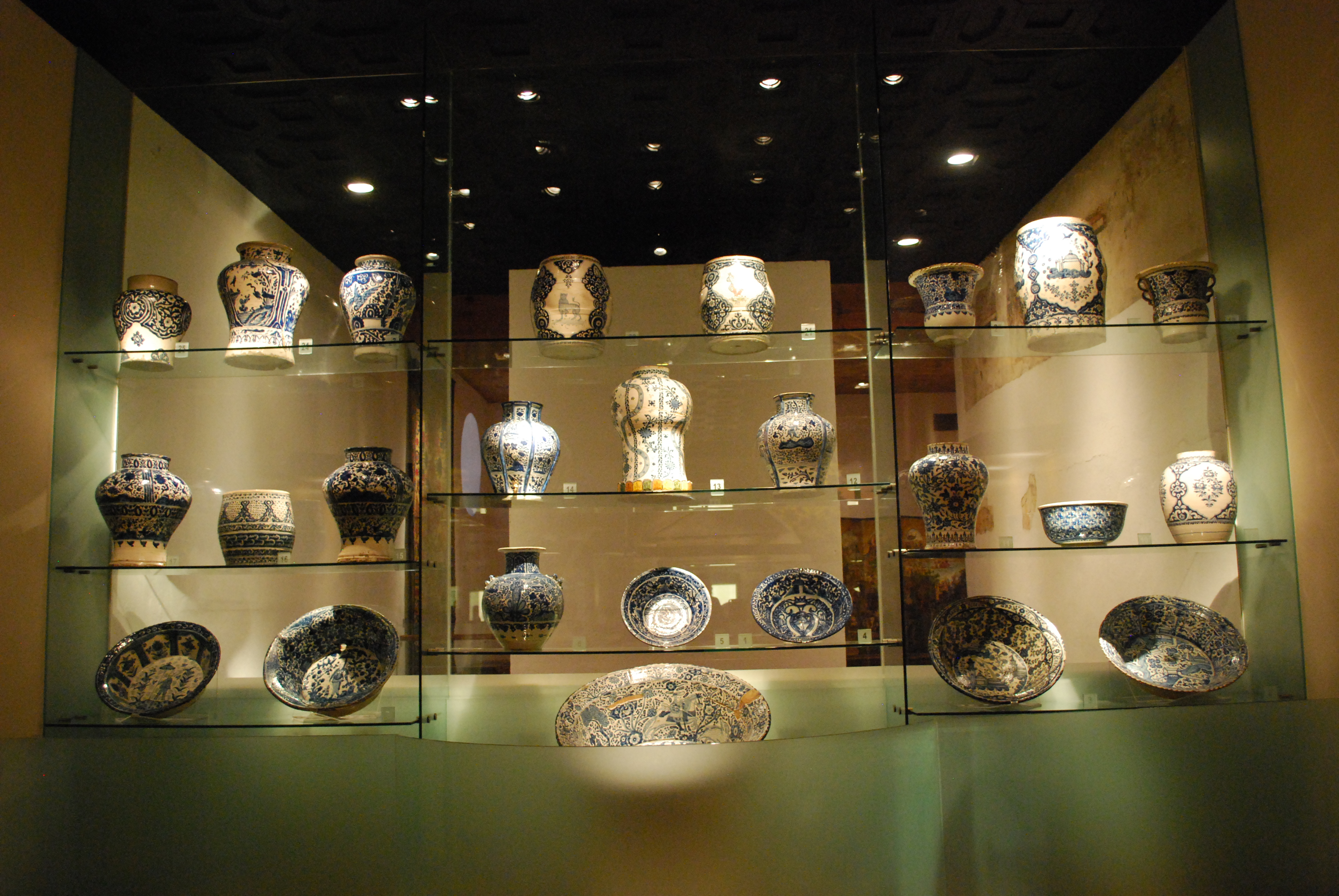
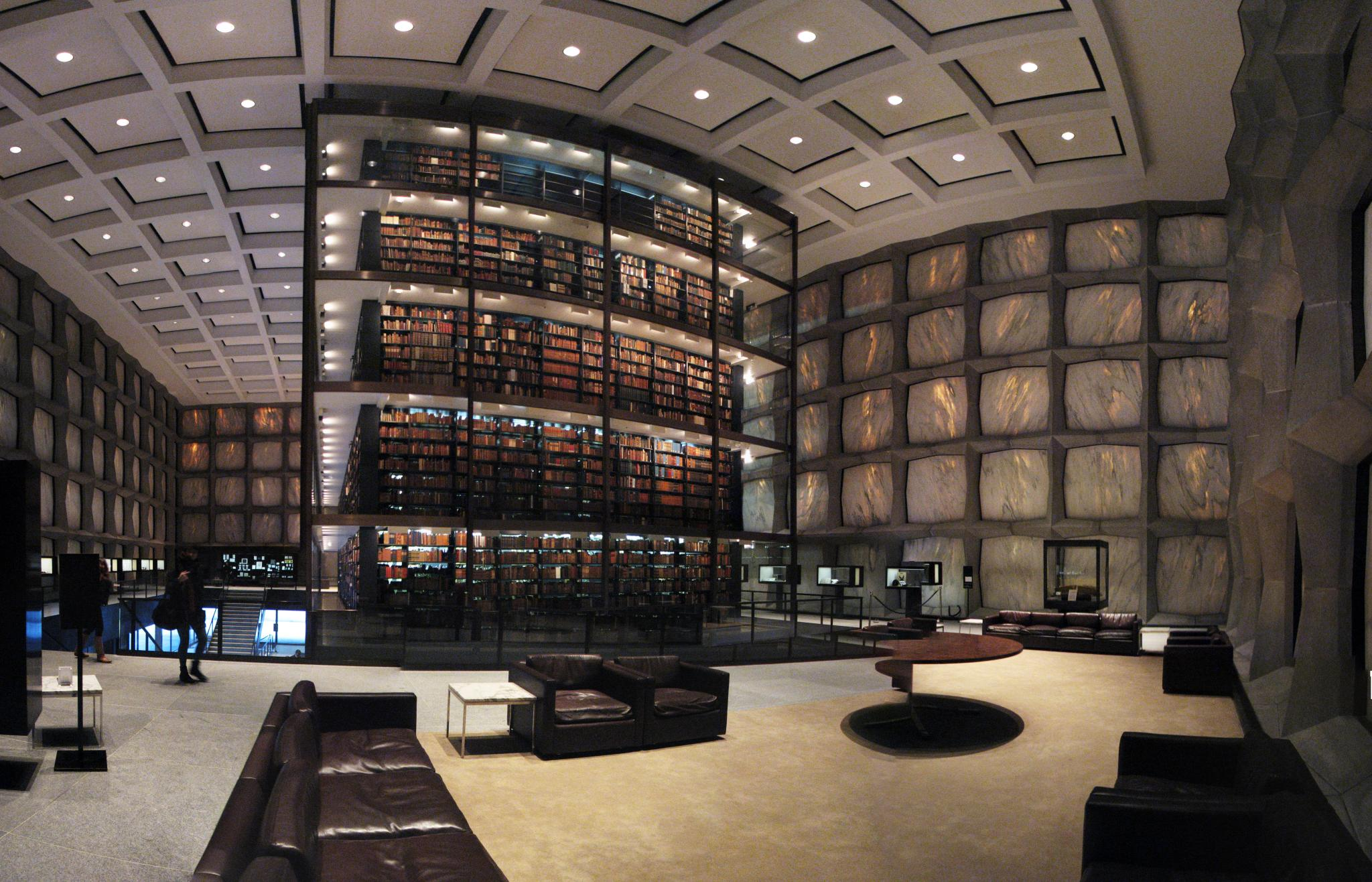
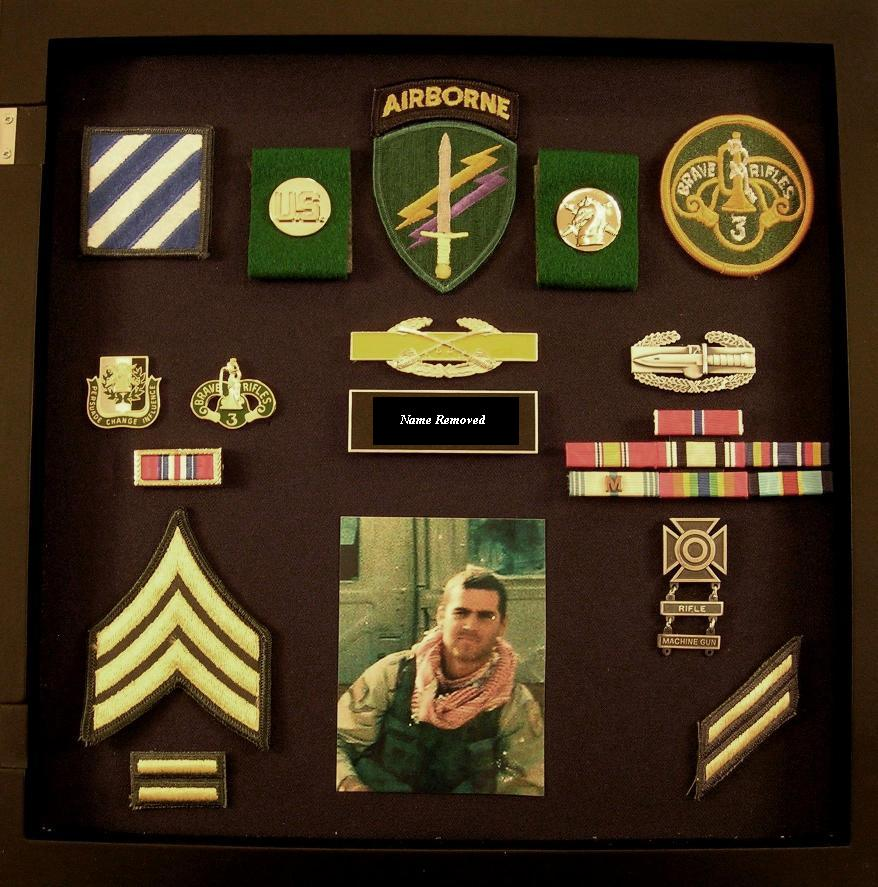